# 제2회 유럽 영화상
제2회 유럽 영화상의 시상식에 관한 내용이다.

## 수상 및 후보

### 유러피안 작품상
- 안개 속의 풍경 - 테오도로스 앙겔로플로스 수상

### 유러피안 감독상
- 미다스 터치 - 게자 베레메니이 수상

### 유러피안 여우주연상
- 하이 홉스 - 러스 쉰 수상

### 유러피안 남우주연상
- 라이프 앤 낫씽 벗 - 필립 느와레 수상

### 유러피안 각본상
- 리틀 베라 - Mariya Khmelik 수상

### 유러피안 촬영상
- 지붕 위의 여자 - 조건 퍼슨 수상

### 유러피안 음악상
- 하이 홉스 - 앤드류 딕슨 수상

### 유럽영화아카데미 평생공로상
- 페데리코 펠리니 수상

### 유럽영화아카데미 다큐멘터리상
- 렉스크 1950-1953 - 게자 보스조르멘이 수상

### 올해의 유럽영화 신인상
- 천국으로 가는 300마일 - Maciej Dejczer 수상

### 심사위원특별상
- 라이프 앤 낫씽 벗 - 베르트랑 타베르니에 수상
- 시네마 천국 - 쥬세페 토르나토레 수상

### 올해의 조연연기상
- 하이 홉스 - 에드나 도레 수상

### 유럽영화 우수협회상
- Anatole Dauman 수상

### 다큐멘터리영화 특별심사상
- 바람 이야기 - 요리스 이벤스 외 1명 수상